# داميان لي
داميان لي هو كاتب سيناريو ومخرج كندي، ولد في 1950.

## وصلات خارجية
- داميان لي على موقع IMDb (الإنجليزية)
- داميان لي على موقع ألو سيني (الفرنسية)
- داميان لي على موقع أول موفي (الإنجليزية)
- داميان لي على موقع قاعدة بيانات الأفلام السويدية (السويدية)
- داميان لي على موقع قاعدة بيانات الفيلم (الإنجليزية)
- داميان لي على موقع كينوبويسك (الروسية)